# Masaya Suzuki
Masaya Suzuki (鈴木雅也, Suzuki Masaya), né à Saitama, est un catcheur (lutteur professionnel) japonais connu pour son travail à la Wrestle-1. Il y est un ancien Champion par équipe de la W-1.

## Carrière

### Wrestle-1 (2014-2020)
Le 20 mars 2017, lui et Koji Doi battent Kaz Hayashi et Kotarō Suzuki et remportent les Wrestle-1 Tag Team Championship. Le 16 avril, lui, Andy Wu et Koji Doi battent Kaz Hayashi, Masayuki Kōno et Shūji Kondō et remportent les UWA World Trios Championship. Le 6 mai, ils perdent les titres contre Kaz Hayashi, Manabu Soya et Shūji Kondō.
Le 5 novembre, il perd contre Shotaro Ashino et ne remporte pas le Wrestle-1 Championship.

#### Enfants Terribles (2018-2020)
Le 6 mai, lui et Shotaro Ashino battent new Wild order (Akira et Manabu Soya) et remportent les Wrestle-1 Tag Team Championship et il annonce après le match changé son nom et s'appelé dorénavant "Kuma Arashi". Le 22 juin, ils perdent les titres contre Jiro Kuroshio et Masato Tanaka.
Le 17 novembre, il bat Ganseki Tanaka et remporte le Wrestle-1 Result Championship. Le 23 novembre, lui, Kenichiro Arai et Shotaro Ashino perdent contre Strong Hearts (T-Hawk, El Lindaman et Seiki Yoshioka).
Il participe ensuite au Wrestle-1 Tag League 2019 avec René Duprée, où ils terminent premier de leur bloc avec 6 points et se qualifient pour la finale. Le 27 novembre, ils perdent contre Strong Hearts (T-Hawk et Shigehiro Irie) et ne remportent pas le tournoi.

### All Japan Pro Wrestling (2020-...)
Le 24 octobre, lui et Shotaro Ashino perdent contre Violent Giants (Suwama et Shuji Ishikawa) et ne remportent pas les AJPW World Tag Team Championship.
Le 23 février 2021, lui et les autres membres de Enfants Terribles virent Shotaro Ashino du groupe, à la suite d'un désaccord entre ce dernier et Omori et le remplace par Jake Lee qui devient le nouveau leader du groupe après avoir trahi son coéquipier Koji Iwamoto,. Ils sont ensuite rejoint par TAIJIRI et le clan prend le nouveau nom de Total Eclipse.

## Palmarès
- Tenryu Project
  - 1 fois Tenryu Project Six Man Tag Team Championship avec Masayuki Kōno et Yusuke Kodama (actuel)

- Wrestle-1
  - 1 fois Wrestle-1 Result Championship
  - 4 fois Wrestle-1 Tag Team Championship avec Koji Doi (3) et Shotaro Ashino (1)
  - 4 fois UWA World Trios Championship avec Koji Doi et Andy Wu (1), Jiro Kuroshio et Jay Freddie (1), Jiro Kuroshio et Koji Doi (1) et Koji Doi et Takanori Ito (1)
  - Wrestle-1 Tag League (2017) avec Koji Doi
  - Best Tag Team Award (2017) avec Koji Doi